# Venus (Marvel Comics)
Venus es el nombre de dos personajes ficticios que aparecen en los cómics estadounidenses publicados por Marvel Comics. La primera, originalmente basada en la diosa Venus (Afrodita) de la mitología romana y griega. Sería conocida luego  por su nombre griego, Afrodita. Posteriormente aparecería la segunda "Venus", una sirena que solo se parece a la diosa, pero que  afirmaba ser la verdadera diosa. Las similitudes entre los dos personajes son un punto de conflicto en los cómics.

## Venus/Afrodita (diosa)
Afrodita es un personaje ficticio en el cómic, The Incredible Hercules, publicado por Marvel Comics. Afrodita es una diosa olímpica basado en la diosa del mismo nombre de la mitología griega que apareció por primera vez en Venus #1 (agosto de 1948). .

### Biografía ficticia
Venus es la diosa olímpica del amor y la belleza, hija de Zeus de la diosa oracular Dione. Nació frente a la costa de la isla de Kythira y creció hasta convertirse en la más bella y deseada de las diosas del Olimpo. Venus llevaba un cinturón encantado llamado "Cestus" que le permitía despertar el amor y la pasión en los demás a voluntad y transformar armas en objetos que pueden usarse con fines pacíficos.
Se volvió la esposa de Hefesto, a quien Hera le había dado para compensar el hecho de haberlo expulsado del Olimpo cuando era solo un niño. Sin embargo, Afrodita nunca amó a Hefesto, que a ella le pareció horrible debido a su discapacidad física y, en cambio, deseaba al hermano de Hefesto, Ares. El matrimonio terminó cuando Hefesto atrapó a los amantes en la cama juntos, y con una red hecha de adamantina los llevó ante Zeus para su retribución.

#### La revista "Belleza"
En la serie original Venus de la década de 1940, Venus/Afrodita habitaba en el planeta Venus con sus compañeras. Viajó a la Tierra y asumió la identidad humana de Victoria "Vicki" Nutley Starr, periodista y editora de la revista Beauty. Desarrolló una relación romántica con el editor de "Belleza", Whitney Hammond; él y la rival de Venus, Della Mason, estuvieron entre las pocas personas que conocieron a Venus y no le creyeron cuando afirmó que era una diosa. Ella ayuda a muchas personas a reparar sus relaciones rotas.
La serie comenzó como una serie de fantasía y humor alegre, pero a medida que continuó, su enfoque cambió hacia temática de fantasía y terror. A lo largo de la serie, aparecieron interpretaciones de Marvel de varias figuras mitológicas, incluyendo Hércules, Zeus, varios otros olímpicos,  y, en su primera aparición en Marvel, los dioses nórdicos Thor y Loki. 
La diosa Venus acompañó al viajero Randolph "Randy" Dover en su viaje a la luna, en su cohete de diseño propio. Llegaron al Área Azul de la Luna y fueron amenazados por criaturas lunares. 
El cómic se convirtió en historias centradas en el terror en el número 17, pero finalmente "Venus" fue cancelado en el número 19.

#### Aventuras posteriores
El personaje quedó en limbo después de que terminó su serie, y Venus no reaparecieria durante 20 años, cuando resurgió en Sub-Mariner #57 (enero de 1973). Venus manipuló a Namor para derrotar a Ares, quien intentaba obligarla a amarlo. Venus era ahora una guía para jóvenes activistas como Namorita, que buscaban formas de promover la paz y poner fin a la guerra moderna. En ese momento, ella vestía sólo un traje de baño o una revelador vestido blanco.

#### X-Men vs. Agentes de Atlas
Con la ayuda de Hera, Afrodita localiza a la sirena Venus, a quien ve como una impostora y envía a uno de sus centauros para secuestrarla. La sirena Venus está atada, amordazada y devuelta al templo de Afrodita, donde está encadenada, marcada con un atizador y colocada ante una estatua de Afrodita. A través de la estatua, Afrodita expresa su indignación por el hecho de que la sirena Venus haya robado su nombre y su forma. Los Agentes de Atlas, con la ayuda de los X-Men, rastrean a Venus usando a Cerebro y la rescatan del templo. Afrodita, aún enojada, envía a Forcis, el creador de Venus para que la reclame, pero es detenido por los Agentes del Atlas.

#### Asalto al nuevo Olimpo
Después de la destrucción de Olimpo y la muerte y el renacimiento de Zeus, Hera toma el control del Grupo Olimpo, una corporación que maneja las empresas terrenales de los olímpicos, y utiliza su poder para crear un producto que provocaría la extinción de la humanidad. Para detenerla, Atenea y Amadeus Cho idean un plan que primero consiste en buscar la ayuda de Afrodita. Afrodita acepta impedir que Ares defienda al Grupo Olimpo durmiendo con él y, a su vez, Atenea aceptó ayudar a Afrodita a enfrentar a Venus.
Mientras que los Nuevos Vengadores, Poderosos Vengadores y Atenea organizan un ataque frontal al Grupo Olimpo, los Agentes del Atlas intentan infiltrarse en la corporación desde el subsuelo. Son detenidos por Afrodita que se enfrenta a Venus. Durante la batalla que siguió, Afrodita se dio cuenta de que no había sentido amor desde hacía siglos, desde la guerra de Troya. Afrodita luego pasa el título de "diosa del amor" y la faja Cestus a Venus.

### Poderes y habilidades
Afrodita posee los poderes típicos de una diosa olímpica, incluida la fuerza sobrehumana, la velocidad, la durabilidad, los reflejos y la inmortalidad virtual. Como todos los atletas olímpicos, tiene cierta resistencia a la magia y es inmune a todas las enfermedades terrestres, el envejecimiento y los venenos. Como la diosa del amor, Afrodita tiene más poder para sentir, inspirar y controlar las emociones del amor y el deseo sexual que cualquier otro dios. Se ha demostrado que sus poderes son lo suficientemente poderosos como para influir en el propio Zeus. Los únicos seres conocidos que fueron inmunes a su influencia fueron sus hermanastras, Atenea y Artemisa y su tía, Hestia. Ella también posee el rango de habilidades endémicas para la mayoría de los dioses olímpicos. Afrodita puede teletransportarse entre el Olimpo y la Tierra. Ella puede volar / levitar. Ella puede cambiar su propia forma y apariencia y la de los demás. Afrodita puede volverse invisible (demostrada cuando salvó al príncipe troyano París de su rival griego Menelao en la guerra de Troya). La diosa puede generar campos de energía defensiva (campos de fuerza) como cuando igualmente salvó a su hijo Eneas del griego Diomedes. Como otros dioses, ella también posee algún control localizado sobre el clima, los elementos y los animales. Afrodita es el propietario original del Cestus, una faja mágica que mejora aún más sus ya formidables poderes sobre el amor y el deseo. También le permite transformar armas en objetos que pueden usarse con fines pacíficos.

## Venus (sirena)
Venuses un personaje ficticio del Marvel Comics universo. Ella era una Sirena que creía que ella era la diosa Venus (Afrodita) de la griega y la mitología romana; sin embargo, más tarde se revela que ella no es la verdadera diosa. Apareció por primera vez en Agents of Atlas #1 (agosto de 2006).  

### Biografía ficticia
Venus nació como una sirena inmortal, una de las hijas del dios del río Aqueloo y la divina musa de la danza Terpsícore. Las sirenas vivían en las islas Sirenum scopuli y eventualmente cayeron al servicio del elemental del océano Forcis, quien usó su "canto de sirena" para atraer a los marineros mortales a una muerte en el agua. A finales del siglo XIX d. C., dos barcos de Asia se encontraron con una de estas sirenas durante un viaje a Marruecos. La tripulación del primer barco quedó hipnotizada por el canto de la sirena y estrelló su barco contra las rocas, pero el Hechicero Supremo Yao salvó al segundo barco de un destino similar al imbuir místicamente a la sirena con un alma. Horrorizada por su comportamiento pasado, la sirena arrepentida huyó y vivió en un convento durante años. En algún momento en el pasado lejano, esta sirena tuvo una relación con el dios sintoísta Susanoo..
A mediados del siglo XX, la sirena, todavía avergonzada de su pasado, adoptó el nombre de "Venus" y se hizo pasar por la diosa olímpica del amor y la belleza Afrodita, afirmando haber sacrificado muchos de sus poderes divinos para podría caminar entre los mortales y enseñarles a amar.
En las últimas décadas, ha utilizado la identidad secreta en la Tierra de la profesora de humanidades Victoria N. Starr como una cubierta para sus activistas como aventurera, pero ahora está de vuelta en el Olimpo.
La serie Marvel: The Lost Generation reveló que Venus y varios otros héroes que habían estado activos en la década de 1950 se agruparon brevemente, pero no se mantuvieron como un equipo. Este equipo se ha vuelto a unir en Agentes de Atlas y Venus se ha unido al equipo.
Los verdaderos orígenes de Venus fueron revelados por Namora: esta Venus era en realidad una sirena sin alma.Eso atrajo a los barcos de vela hacia ella con su voz y se alimentó de los marineros. Para evitar que su barco y su tripulación fueran alimentados, el capitán de un barco mercante contrató a un místico para matarla. El místico en cambio le dio un alma. Luego, Siren adoptó la forma de una bella mujer (se prohibió volver a hablar) y fue acogida por un convento de monjas, donde vivió durante décadas y se creyó una sirvienta muda, hasta que se unió a un coro, llenando de lujuria al clero visitante. Luego fue expulsada del convento de monjas. Aprendiendo a usar su voz para siempre, bloqueó todos los recuerdos de su vida anterior y asumió que era Venus renacida, basándose en las leyendas que había escuchado sobre una niña hermosa e inmortal que vagaba por el mundo como una diosa en un cuerpo humano. Ganando sus batallas con el poder del "amor". 'Venus' resurgió en la década de 1940 y actuó como una superheroína. Al enterarse de la verdad sobre su pasado, Venus cayó en la desesperación y casi destruyó a sus compañeros con su canción. Jimmy Woo se resistió a su canción y le recordó todo lo bueno que había hecho, restaurando su creencia en sí misma, lo que le permitió revertir los efectos en los demás.
Desde entonces, había elegido quedarse con los Agentes de Atlas, usando sus poderes restaurados para calmar y calmar a sus oponentes, mientras viajaba por todo el mundo en el barco de Marvel Boy, junto con sus compañeros de equipo, cerrando la rama villana de la antigua Fundación Atlas. Finalmente, se le ocurrió la idea de alterar la percepción de Spider-Man de una pelea en común, dejándole con falsos recuerdos de haber ayudado a alguien más en lugar de enloquecerlo. 
Posteriormente, fue secuestrada por la verdadera diosa olímpica Afrodita, enojada con ella por asumir su nombre y su disfraz. Rescatados por el grupo, tienen más batallas con Afrodita, hasta que en una batalla culminante de la canción, la diosa decide nombrar a Venus en su lugar, reconociendo que no ha estado verdaderamente dedicada al amor desde Troya. Se revela que Venus será parte del Segundo Escuadrón Dios durante la guerra del Caos contra Mikaboshi. Ella ayuda a poner a Galactus de su lado.
Después de la muerte de Hércules, ella y Namora deambulan por el mundo, poniendo en orden sus asuntos financieros. Ella usa sus dones para consolar a muchos que están devastados por su pérdida.

### Poderes y habilidades
Venus (sirena) tiene el poder de proyectar imágenes o ilusiones de sí misma y controlar las emociones de los demás, así como la capacidad de volar a altas velocidades, protegerse de la vista mortal y cambiar su forma física a otros seres. Antes del retcon, se la consideraba una diosa olímpica, y se pensaba que poseía las características físicas mejoradas típicas de los dioses olímpicos en el Universo Marvel, incluida la resistencia sobrehumana, la durabilidad, la agilidad y los reflejos, la vitalidad extraordinaria y la inmortalidad virtual.
Venus posee una faja mágica llamada Cestus que permite al usuario encantar a cualquiera para convertirse en un esclavo del amor y neutralizar o transformar todas las armas de guerra. Hefesto diseñó esta faja para Venus (diosa).
Después de que sus recuerdos fueron restaurados, Venus se dio cuenta de que sus habilidades empáticas realmente derivaban de un poderoso "canto de sirena": ella es capaz de curar y restaurar, curando las almas de las personas al brindarles un momento de verdadera felicidad en la que pueden vivir su más preciada fantasía. Su voz tiene un poder místico con capacidades avanzadas de control mental, relacionadas con su estado de ánimo: cuando habla con alegría, llena a sus oyentes con felicidad y fanático amor por ella; cuando llora de tristeza, sus oyentes también se ahogan en la desesperación. Su poder era lo suficientemente fuerte como para someter inmediatamente a Sentry a ayudarla a encontrar a Norman Osborn durante el "Dark Reign". Al igual que muchos personajes con habilidades vocales, se ha demostrado que la canción de la sirena de Venus puede ser desactivada si está amordazada.

### Otras versiones

#### What if?
- What If (vol. 1) #9 mostró a Venus como miembro de un equipo de los Vengadores de la década de 1950 llamado G-Men, que se reunió para derrotar a Yellow Claw.[20] Se sugirió inicialmente que esta historia ocurrió en el Universo Marvel principal (Tierra-616), pero la serie Avengers Forever reveló posteriormente que era una línea de tiempo alternativa, que pronto fue destruida por el viajero del tiempo Immortus.

### Recepción
Venus se clasificó octavo en Comics Buyer's Guide's, lista de '100 mujeres más atractivas en Comics', aunque esta lista no especifica qué se eligió versión del personaje.